# オリジン (メーカー)
株式会社オリジン（英: Origin Company,Limited）は、埼玉県さいたま市に本社を置く、電源3社の一角を占める電気機器メーカーである。
1938年に、前身である富士電炉工業株式会社が設立され、電気炉、亜酸化銅整流器などの製造を開始した。

## 主な事業内容
事業領域を大きく分けると、エレクトロニクス（電源機器など）、メカトロニクス（システム機器など）、ケミトロニクス（合成樹脂塗料など）、コンポーネント（半導体デバイス、精密機構部品など）の4事業である。

## 沿革
- 1938年 - 富士電炉工業株式会社を創立。電気炉、亜酸化銅整流器などの製造を開始。
- 1944年 - セレン整流器を逓信省に納入。
- 1952年 - オリジン電気株式会社に社名変更。
- 1955年 - 理化学研究所とスポット溶接機に関する特許使用契約を締結し、製造を開始。
- 1957年 - 東京都板橋区蓮根町に志村工場を新設。合成樹脂塗料の製造を開始。
- 1961年 - 間々田工場を増築し、ミニチュアベアリングの製造を開始。
- 1973年 - 米エレクトロ・スタティク・プリンテング・コーポレーション社と静電印刷プロセスの技術及び静電印刷装置の製造技術に関する技術導入契約を締結し、製造開始。
- 1990年 - 米アドバンスト・パワー・テクノロジー社（現・マイクロセミ社）と半導体素子の製造技術に関する技術導入契約を締結。
- 1998年 - 米ワーナー・アドバンスト・メディア・オペレーションズ社とDVDの製造技術導入契約を締結。
- 2015年
  - 8月17日 - さいたま市中央区新都心に本社機能の一部と営業部門オフィスを移転。
  - 9月24日 - 埼玉県吉見町に吉見工場を新設。
  - 11月2日 - さいたま市桜区に本社機能の残りを移転。
- 2019年4月1日 - 現商号に変更[1]。
- 2021年3月1日 - 本社さいたま新都心オフィスを本社事業所へ移転統合。

## 主な事業拠点
- 本社事業所（埼玉県さいたま市桜区栄和3-3-27）
- 吉見工場（埼玉県吉見町）
- 間々田工場（栃木県小山市）
- 瑞穂工場（東京都西多摩郡瑞穂町）

## 主なグループ会社
- 北海道オリジン株式会社
- 埼玉オリジン株式会社
- 東邦化研工業株式会社
- オーティーエス株式会社
- 北富士オリジン株式会社
- 萬座塗料株式会社
- オリジン商事株式会社